# Штадтбан
Штадтбан (нем. Stadtbahn — городская железная дорога) — название систем легкорельсового транспорта, существующих в ряде городов Германии. Согласно принятой в России терминологии, «штадтбан» — это система скоростного трамвая.
Первой системой, официально называвшейся Stadtbahn, принято считать сеть городской железной дороги в Вене. Система была построена как облегчённая железная дорога для нужд города вдоль русла реки Вены, вдоль Дуная и по оси широкой бульварной магистрали Гюртель. На линии первоначально использовалась паровая локомотивная тяга с прицепными вагонами, а после электрификации линии в 1922 г. — облегчённый многовагонный подвижной состав трамвайного типа. В 1970-х гг. систему начали сворачивать: участки линий вдоль рек перестроили в линию метро U4 по стандартам метрополитена и с использованием подвижного состава метрополитена, а на линии на Гюртеле, переименованной в линию метро U6, были сохранены облегчённые трамвайные стандарты, низкие платформы и трамвайный подвижной состав. Позднее линия U6 была продлена в обе стороны, в том числе с включением в её состав обычной обособленной трамвайной линии. Таким образом, в Вене в настоящее время штадтбана как такового не осталось.
В настоящее время штадтбаны существуют в таких городах Германии как Билефельд, Бонн, Бохум, Ганновер, Дортмунд, Дюссельдорф, Карлсруэ, Кёльн, Штутгарт, Эссен, Эрфурт. Во всех городах кроме Эрфурта штадтбаны имеют подземные участки и станции то есть являются метротрамваями. Подземные станции штадтбана обозначаются табличкой с буквой U, также как и станции метрополитенов, либо табличкой с буквой U и надписью «stadtbahn» посередине. Маршруты штадтбана, как правило, имеют цифровое обозначение. В Бохуме, Дортмунде, Дюссельдорфе, Штутгарте, Эссене перед цифровым обозначением маршрута ставится литера U, также обозначаются маршруты в метрополитенах Германии. В Карлсруэ перед цифровым обозначением маршрута используется литера S. В Билефельде, Бонне, Кёльне, Эрфурте используется цифровое обозначение маршрутов. В Ганновере используется буквенное обозначение маршрутов. В Бонне, Бохуме, Дюссельдорфе, Карлсруэ, Эссене помимо маршрутов штадтбана существуют маршруты обычного трамвая (Straßenbahn) и, как правило, частично используют общие линии. В этих городах штадтбан вместе обычным трамваем интегрирован в городскую трамвайную систему. Помимо основных городов штадтбаны охватывают прилегающие населённые пункты.

## Отличие Stadtbahn от S-Bahn
Несмотря на то, что названия «штадтбан» и «S-Bahn» имеют одинаковое происхождение («городской поезд» — нем. Stadtbahn), сейчас их значение различно. S-Bahn являются системами, обычно интегрированными в железнодорожную сеть и управляемыми Deutsche Bahn. В России аналогом S-Bahn являются городские и пригородные электропоезда. Штадтбаны же представляют собой легкорельсовые системы, интегрированные в трамвайную сеть. Аналогом штадтбана в России является система скоростного трамвая в Волгограде. S-Bahn и штадтбан различаются подвижным составам: в системе S-Bahn используются электропоезда, а в штадтбане — трамвайный подвижной состав.
Наиболее близкой к системе S-Bahn является штадтбан Карлсруэ. В городах он использует трамвайную сеть, а между городами — железнодорожную сеть, используя при этом трамвайный подвижной состав. Маршруты данного штадтбана обозначаются литерой S и номерами, то есть имеют такое же обозначение, как и маршруты S-Bahn. Таким образом, штадтбан Карлсруэ занимает промежуточное положение между S-Bahn и другими штадтбанами, являясь, фактически, скоростным междугородным трамваем.
Различен также и юридический статус: S-Bahn регулируются законами EBO («Федеральное законодательство строительства и эксплуатации железных дорог»), в то время как штадтбаны являются трамвайными сетями, регулируемыми BOStrab («Федеральное законодательство строительства и эксплуатации трамвайных систем»).